# Liste der Grade-I-Bauwerke in Wiltshire
| Lage von Wiltshire in England                                   |
| Gliederung von Wiltshire                                        |
| 1. Swindon (Unitary Authority) 2. Wiltshire (Unitary Authority) |

Die Liste der Grade-I-Bauwerke in Wiltshire verzeichnet die als Grade I eingestuften Bauwerke, die in der Grafschaft Wiltshire liegen.
Von den rund 373.000 Listed Buildings in England sind etwa 9000, also rund 2,4 %, als Grade I eingestuft. Davon befinden sich etwa 296 in Wiltshire.

## Swindon(Unitary Authority)
1. Church of All Saints, Liddington, Swindon, SN4
2. Church of St John the Baptist, Inglesham, Swindon, SN6
3. Church of St Leonard, Stanton Fitzwarren, Swindon, SN6
4. Church of St Margaret, Stratton St. Margaret, Swindon, SN3
5. Church of St Mary, West Swindon, Swindon, SN5
6. Church of St Mary Magdalen, South Marston, Swindon, SN3
7. Church of St Michael, Highworth, Swindon, SN6
8. Church of St Swithun, Bishopstone, Swindon, SN4
9. Church of the Holy Cross, Chiseldon, Swindon, SN4
10. Lydiard Park, West Swindon, Swindon, SN5
11. Parish Church of St Andrew, Wanborough, Swindon, SN4
12. Parish Church of St John and St Helen, Wroughton, Swindon, SN4
13. Parish Church of St Mary, Bishopstone, Swindon, SN6
14. Parish Church of St Mary, Castle Eaton, Swindon, SN6

## Wiltshire(Unitary Authority)
1. 17, Market Place, Devizes, SN10
2. 68 Fore Street, Trowbridge, BA14
3. 68, the Close, Salisbury, SP1
4. 91, Crane Street, Salisbury, SP1
5. Abbey Church of St Mary and St Aldhelm, Malmesbury, SN16
6. Abbey House and Attached Rear Wall, Malmesbury, SN16
7. Amesbury Abbey, Amesbury, SP4
8. Avebury Manor, Avebury, SN8
9. Axford Farmhouse, Ramsbury, SN8
10. Ayleswade Bridge old Harnham Bridge, Salisbury, SP2
11. Barn at Great Chalfield Manor, Atworth, SN12
12. Barn at Hallam Farm Buildings, Ogbourne St. George, SN8
13. Barton Farmhouse, Bradford-on-Avon, BA15
14. Beanacre Old Manor, Melksham Without, SN12
15. Belcombe Court, Bradford-on-Avon, BA15
16. Bewley Court, Lacock, SN15
17. Biddesden House, Ludgershall, SP11
18. Bishop’s Gate, Salisbury, SP1
19. Boathouse and Covered Bridge at Longleat House, Horningsham, BA12
20. Borbach Chantry, West Dean, SP5
21. Bowden Park, Lacock, SN15
22. Bowood House, Calne Without, SN11
23. Boyton Manor, Boyton, BA12
24. Bradfield Manor Farmhouse, Hullavington, SN14
25. Braybrooke House, Salisbury, SP1
26. Brownstone House, Devizes, SN10
27. C House, Marlborough, SN8
28. Casino, Wilton, SP2
29. Cathedral Church of St Mary, Salisbury, SP1
30. Cathedral School, Salisbury, SP1
31. Chapel Plaister, Box, SN13
32. Charlton Park House, Charlton, SN16
33. Churchyard Cross in Churchyard, Church of St Mary, Cricklade, SN6
34. Church House Incorporating Audley House, Salisbury, SP2
35. Church of All Saints, Atworth, SN12
36. Church of All Saints, Broad Chalke, SP5
37. Church of All Saints, Cherhill, SN11
38. Church of All Saints, Christian Malford, SN15
39. Church of All Saints, Crudwell, SN16
40. Church of All Saints, Fonthill Bishop, SP3
41. Church of All Saints, Ham, SN8
42. Church of All Saints, Idmiston, SP4
43. Church of All Saints, Maiden Bradley with Yarnfield, BA12
44. Church of All Saints, Marden, SN10
45. Church of All Saints, Netheravon, SP4
46. Church of All Saints, Oaksey, SN16
47. Church of All Saints, Pitton and Farley, SP5
48. Church of All Saints, Steeple Langford, SP3
49. Church of All Saints, West Lavington, SN10
50. Church of All Saints and St Margaret, Enford, SN9
51. Church of Saint Mary and Saint Ethelbert, Luckington, SN14
52. Church of St Andrew, Allington, SP4
53. Church of St Andrew, Castle Combe, SN14
54. Church of St Andrew, Durnford, SP4
55. Church of St Andrew, Ogbourne St. Andrew, SN8
56. Church of St Bartholomew, Corsham, SN13
57. Church of St Christopher, Box, SN13
58. Church of St Cosmas and St Damian, Sherrington, BA12
59. Church of St Cyriac, Lacock, SN15
60. Church of St Giles, Heytesbury, SN10
61. Church of St James, Avebury, SN8
62. Church of St James, Berwick St. James, SP3
63. Church of St James, Dauntsey, SN15
64. Church of St James, Ludgershall, SP11
65. Church of St James, North Wraxall, SN14
66. Church of St John the Baptist, Bishopstone, SP5
67. Church of St John the Baptist, Chirton, SN10
68. Church of St John the Baptist, Colerne, SN14
69. Church of St John the Baptist, Devizes, SN10
70. Church of St John the Baptist, Little Somerford, SN15
71. Church of St John the Baptist, Mildenhall, SN8
72. Church of St John the Baptist, Pewsey, SN9
73. Church of St John the Baptist, Stockton, BA12
74. Church of St John the Baptist, Tisbury, SP3
75. Church of St John the Baptist, Latton with Eisey, Latton, SN6
76. Church of St John the Evangelist, Sutton Veny, BA12
77. Church of St Katherine and St Peter, Winterbourne Bassett, SN4
78. Church of St Laurence, Downton, SP5
79. Church of St Laurence, Hilmarton, SN11
80. Church of St Lawrence, Salisbury, SP1
81. Church of St Lawrence, Bradford-on-Avon, BA15
82. Church of St Leonard, Bulford, SP4
83. Church of St Leonard, Minety, SN16
84. Church of St Margaret, Knook, BA12
85. Church of St Margaret of Antioch, Yatton Keynell, SN14
86. Church of St Martin, Salisbury, SP1
87. Church of St Martin, Barford St. Martin, SP3
88. Church of St Martin, Bremhill, SN11
89. Church of St Mary, Alton, SN8
90. Church of St Mary, Boyton, BA12
91. Church of St Mary, Broughton Gifford, SN12
92. Church of St Mary, Calne, SN11
93. Church of St Mary, Devizes, SN10
94. Church of St Mary, Dilton Marsh, BA13
95. Church of St Mary, Donhead St. Mary, SP7
96. Church of St Mary, East Knoyle, SP3
97. Church of St Mary, Hullavington, SN14
98. Church of St Mary, Market Lavington, SN10
99. Church of St Mary, Nettleton, SN14
100. Church of St Mary, Potterne, SN10
101. Church of St Mary, Purton, SN5
102. Church of St Mary, Stapleford, SP3
103. Church of St Mary, Tidworth, SP9
104. Church of St Mary, Upavon, SN9
105. Church of St Mary and St Lawrence, Stratford Toney, SP5
106. Church of St Mary and St Melor, Amesbury, SP4
107. Church of St Mary and St Nicholas, Wilton, SP2
108. Church of St Mary the Virgin, Bishops Cannings, SN10
109. Church of St Mary the Virgin, Dinton, SP3
110. Church of St Mary the Virgin, Great Bedwyn, SN8
111. Church of St Mary the Virgin, Steeple Ashton, BA14
112. Church of St Mary the Virgin, Westwood, BA15
113. Church of St Mary the Virgin, Winterbourne, SP4
114. Church of St Mary, St Katherine and All Saints, Edington, BA13
115. Church of St Michael, Aldbourne, SN8
116. Church of St Michael, Coombe Bissett, SP5
117. Church of St Michael, Little Bedwyn, SN8
118. Church of St Michael and All Angels, Brinkworth, SN15
119. Church of St Michael and All Angels, Urchfont, SN10
120. Church of St Michael the Archangel, Mere, BA12
121. Church of St Nicholas, Biddestone, SN14
122. Church of St Nicholas, Bromham, SN15
123. Church of St Peter, Cheverell Magna, SN10
124. Church of St Peter, Clyffe Pypard, SN4
125. Church of St Peter, Langley Burrell Without, SN15
126. Church of St Peter, Manningford, SN9
127. Church of St Peter, Stourton with Gasper, BA12
128. Church of St Peter Ad Vincula, Broad Hinton, SN4
129. Church of St Peter and Attached Radnor Mausoleum, Britford, SP5
130. Church of St Peter and Paul, Great Somerford, SN15
131. Church of St Peter and St Paul, Heytesbury, BA12
132. Church of St Peter with Attached Railings, Upton Lovell, BA12
133. Church of St Sampson, Cricklade, SN6
134. Church of St Swithin, Compton Bassett, SN11
135. Church of St Thomas, Salisbury, SP1
136. Church of St Thomas a Becket, Box, SN13
137. Church of St Thomas a Becket, Tilshead, SP3
138. Church of the Holy Cross, Ashton Keynes, SN6
139. Church of the Holy Cross, Ramsbury, SN8
140. Church of the Holy Cross, Seend, SN12
141. Church of the Holy Cross, Sherston, SN16
142. Chute Lodge, Chute Forest, SP11
143. Clarendon House, Clarendon Park, Clarendon Park, SP5
144. College of Sarum St Michael the King’s House, Salisbury, SP1
145. Column of Venus Genetrix, Wilton, SP2
146. Compton Park House, Compton Chamberlayne, SP3
147. Conduit Head (Spring), Edington, BA13
148. Congregational Chapel, Corsham, SN13
149. Corsham Court, Corsham, SN13
150. Court House to Rear of Number 27 and Attached Wall, Malmesbury, SN16
151. Crane Bridge, Salisbury, SP2
152. Crofton Pumping Station, Great Bedwyn, SN8
153. Devizes Castle Including Glass House and Garden Walls Encircling West Side of Mound, Devizes, SN10
154. Dundas Aqueduct, Winsley, BA2
155. Early Wing at Brook Hall, Heywood, BA14
156. Forecourt Wall of Brownstone House, Devizes, SN10
157. Forecourt Walls, Gate Piers and Gates of Nos 39 to 46, Salisbury, SP1
158. Front Boundary Wall with Gateway and Gate Piers at Keevil Manor, Keevil, BA14
159. Front Garden Walls with Archway at Keevil Manor, Keevil, BA14
160. Fyfield Manor, Milton Lilbourne, SN9
161. Great Barn, Avebury, SN8
162. Great Chalfield Manor, Atworth, SN12
163. Hazelbury Manor, Box, SN13
164. Heale House, Woodford, SP4
165. Hemingsby House, Salisbury, SP1
166. Holbein Porch, Wilton, SP2
167. Holy Trinity Church, Bradford-on-Avon, BA15
168. Hydes House with Attached Walls and Gatepiers, Dinton, SP3
169. Inner Gatehouse at Place Farm, Tisbury, SP3
170. John Halle’s Hall (Now Forming Entrance to the Odeon Cinema), Salisbury, SP1
171. Joiners Hall, Salisbury, SP1
172. Keevil Manor with Attached Stables, Keevil, BA14
173. King’s Arms, Salisbury, SP1
174. Lacock Abbey with Stable Yard, Lacock, SN15
175. Lake House, Wilsford cum Lake, SP4
176. Leaden Hall, Salisbury, SP1
177. Little Durnford Manor, Durnford, SP4
178. Littlecote House, Ramsbury, RG17
179. Lloyd’s Bank, Trowbridge, BA14
180. Loggia to West of Wilton Park Together with Rear Wall and Approach Steps and Quadrants, Wilton, SP2
181. Longford Castle, Odstock, SP5
182. Longleat House, Horningsham, BA12
183. Longleat Lodge, Horningsham, BA12
184. Lovemead House, Trowbridge, BA14
185. Malmesbury House, Salisbury, SP1
186. Manor Farmhouse, South Wraxall, BA15
187. Manor House, Downton, SP5
188. Midland Bank, Trowbridge, BA14
189. Milford Bridge, Salisbury, SP1
190. Milford Mill Bridge, Laverstock, SP1
191. Mill House and Old Mill, Salisbury, SP2
192. Mompesson House, Salisbury, SP1
193. Monkton Farleigh Manor, Monkton Farleigh, BA15
194. Newhouse, Redlynch, SP5
195. Norrington Manor with Wall and Gate Piers, Alvediston, SP5
196. North Gate, Salisbury, SP1
197. Nos 65 and 66 (The Archway) with Flanking Walls, Fonthill Bishop, SP3
198. Oare House, Wilcot, SN8
199. Old Wardour Castle, Tisbury, SP3
200. Orangery with Walled Garden to Rear at Longleat House, Horningsham, BA12
201. Outer Gatehouse at Place Farm, Tisbury, SP3
202. Palladian Bridge, Wilton, SP2
203. Parade House, Trowbridge, BA14
204. Parish Church, Norton, SN16
205. Parish Church of All Saints, Westbury, BA13
206. Parish Church of St James, Trowbridge, BA14
207. Parish Church of St Mary, Marlborough, SN8
208. Park School House, Wilton, SP2
209. Place Farmhouse, Tisbury, SP3
210. Porch House, Potterne, SN10
211. Portway House, Warminster, BA12
212. Ramsbury Manor, Ramsbury, SN8
213. Remains of Abbey or Priory in Grounds of the Monastery Garden, Edington, BA13
214. Remains of Old Sarum Castle and Cathedral, Salisbury, SP1
215. Remains of the Refectory at Monkton Farleigh Manor, Monkton Farleigh, BA15
216. Retaining Wall, Screen Railings, Piers and Gates to Front Garden of No 68, Salisbury, SP1
217. Rockwork Bridge, Stourton with Gasper, BA12
218. School of Arts Annexe, Salisbury, SP1
219. Screen Wall, Rails, Piers, Gates and Overthrow in Front of Mompesson House, Salisbury, SP1
220. Sheldon Manor, Chippenham Without, SN14
221. South or Harnham Gate and South Gate House, Salisbury, SP1
222. South Wraxall Manor, with Garden Wall to South, South Wraxall, BA15
223. St Annes Gate, Salisbury, SP1
224. St Marie’s Grange, Clarendon Park, SP5
225. St Pauls Bell Tower, Malmesbury, SN16
226. St Peters Pump, Stourton with Gasper, BA12
227. Stables at Longleat House, Horningsham, BA12
228. Stockton House, Stockton, BA12
229. Stourhead House, Stourton with Gasper, BA12
230. Talboys, Keevil, BA14
231. The Almonry, Wilton, SP2
232. The Almshouses, Also Known As Fox’s Hospital, Pitton and Farley, SP5
233. The Bath House, Corsham, SN13
234. The Bristol High Cross, Stourton with Gasper, BA12
235. The Close Wall, Salisbury, SP1
236. The Convent, Stourton with Gasper, BA12
237. The Cross, Malmesbury, SN16
238. The Gothic Cottage, Stourton with Gasper, BA12
239. The Granary at Barton Farm, Bradford-on-Avon, BA15
240. The Grotto and the River God’s Cave, Stourton with Gasper, BA12
241. The Hall, Bradford-on-Avon, BA15
242. The Hungerford Almshouses, Corsham, SN13
243. The Ivy and the Ivy West Wing, Chippenham, SN15
244. The Manor House, Knook, BA12
245. The Matron’s College, Salisbury, SP1
246. The Mausoleum, Calne Without, SN11
247. The Monastery Garden, Edington, BA13
248. The Moot with Attached Kitchen, Downton, SP5
249. The Obelisk, Stourton with Gasper, BA12
250. The Old Bell Hotel and Attached Front Area Walls and Railings, Malmesbury, SN16
251. The Old George Inn, Salisbury, SP1
252. The Old House, Market Lavington, SN10
253. The Palladian Bridge, Stourton with Gasper, BA12
254. The Pantheon, Stourton with Gasper, BA12
255. The Paradise Well, Stourton with Gasper, BA12
256. The Poultry Cross, Salisbury, SP1
257. The Priory, Edington, BA13
258. The Riding School, Wilton, SP2
259. The Temple of Apollo, Stourton with Gasper, BA12
260. The Temple of Flora, Stourton with Gasper, BA12
261. The Town Bridge, Bradford-on-Avon, BA15
262. The Walton Company, Salisbury, SP1
263. The Yelde Hall and the Council Chamber, Chippenham, SN15
264. Theological College, Salisbury, SP1
265. Tithe Barn at Barton Farm, Bradford-on-Avon, BA15
266. Tithe Barn at Manor Farm, Lacock, SN15
267. Tithe Barn at Place Farm, Tisbury, SP3
268. Tottenham House, Great Bedwyn, SN8
269. Trafalgar House, Downton, SP5
270. Trinity Almshouses trinity Hospital, Salisbury, SP1
271. Triumphal Entrance Arch and Flanking Lodges, Wilton, SP2
272. Village Cross to North West of Church of St Martin, Barford St. Martin, SP3
273. Wardour Castle, Tisbury, SP3
274. Wardour Castle Chapel, Tisbury, SP3
275. Washern Grange, Wilton, SP2
276. West Amesbury House, Amesbury, SP4
277. Westwood Manor, Westwood, BA15
278. Wilbury House, Newton Tony, SP4
279. Wilton House, Wilton, SP2
280. Woodlands Manor, Mere, BA12
281. Wren Hall, Salisbury, SP1
282. Zeals House, Zeals, BA12